# Sweet Kiss
Sweet Kiss este o formație de muzică românească din anii 1990. Trupa are in componență pe Irina Pavlenco, Nicoleta Afrodita Aneni si Laurentiu Vasioi. Printre  videoclipurile intens difuzate ale acestei formații se numără Alin, Alin, Floare albă, floare neagră, M-ai părăsit nu-mi pasă, Plouă iar. 

## Albume
- Unde esti sambata seara (1999)
- Alin Alin (2000)
- www.sweetkiss.ro (2003)